# لحلاح قيليقي
اللحلاح القيليقي (باللاتينية: Colchicum cilicicum) نوع نباتي يتبع جنس اللحلاح من الفصيلة اللحلاحية.

## الموئل والانتشار
موطنه بلاد الشام وتركيا.

## الوصف النباتي
النبات عشبي معمر. النبات سام كبقية أنواع اللحلاح.

## مرادفات للاسم العلمي
- (باللاتينية: Colchicum x byzantinum cilicicum Boiss.)
- (باللاتينية: Colchicum bisignanii Ten. ex Janka, des. inval.)
- (باللاتينية: Colchicum tenorei Parl.)
- (باللاتينية: Colchicum todaroi Parl.)
- (باللاتينية: Colchicum autumnale var. tenorei (Parl.) Fiori)
- (باللاتينية: Colchicum autumnale var. todaroi (Parl.) Fiori)